# Internationaler Sozialistenkongress (1910)
Der 8. Internationale Sozialistenkongress der zweiten Internationale fand vom 23. August bis zum 3. September 1910 in Kopenhagen statt. Dem eigentlichen Kongress voraus ging am 26. und 27. August die Zweite Internationale Sozialistische Frauenkonferenz. Im Anschluss an den Kongress fand ein internationaler Jugendkongress statt. Auf dem Frauenkongress wurde die Einführung des internationalen Frauentages beschlossen.

## Teilnehmer

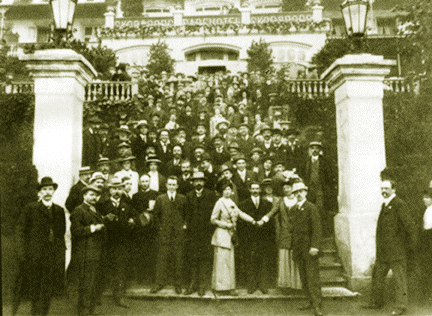
Teilnehmer des Kongresses

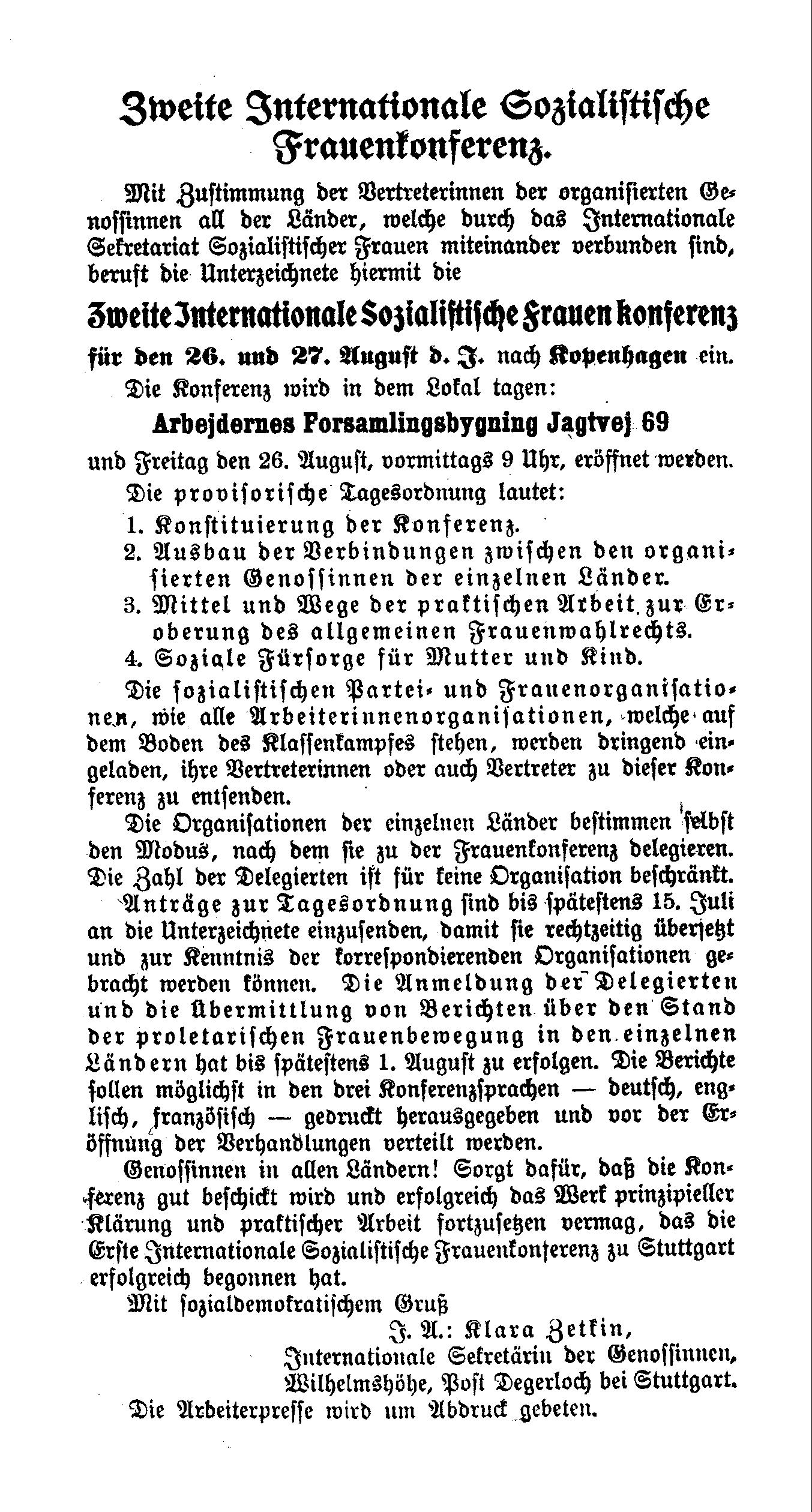
Aufruf zur zweiten Internationalen Frauenkonferenz

Anwesend waren 896 Delegierte. Diese vertraten 23 Länder. Die größten Delegationen kamen aus Schweden, Dänemark, Deutschland und Österreich. Allein die SPD und die freien Gewerkschaften Deutschlands waren mit 189 Delegierten vertreten. Delegierte kamen auch aus Serbien, dem osmanischen Reich, Rumänien, Argentinien, Spanien, Portugal, Japan, Griechenland, Südafrika, Australien, Luxemburg, Italien, der Schweiz, Russland, Polen, Belgien, Ungarn und Kroatien, Böhmen, Holland, Frankreich, Finnland, den USA, Norwegen und Großbritannien. Insgesamt vertraten die Delegierten 8 Millionen Mitglieder. Unter den Anwesenden waren Clara Zetkin, Georg Ledebour, Rosa Luxemburg, Julian Marchlewski, Wladimir Iljitsch Lenin, Georgi Plechanow oder Jean Jaurès. Der Kongress tagte im Konzertpalast der dänischen Hauptstadt.

## Tagesordnung
- Beziehungen zwischen Genossenschaften und politischen Parteien – Berichterstatter Benno Karpeles
- Schiedsgerichte und Abrüstung – Berichterstatter Georg Ledebour
- Internationale Ergebnisse der Arbeiterschutzgesetzgebung – Berichterstatter Hermann Molkenbuhr
- Resolutionen über die gewerkschaftliche Einheitlichkeit in Österreich – Berichterstatter  Georgi Plechanow, Antonín Němec
- Einigung der sozialistischen Organisationen, die Lage in Argentinien, Finnland, Persien und der Türkei – Berichterstatter Wilhelm Ellenbogen

## Debatten und Beschlüsse
Ein wichtiges Thema war die drohende Gefahr eines Krieges der Großmächte. Hinsichtlich der möglichen Reaktionen bei Ausbruch eines Krieges diskutierte der Kongress auf der Basis der Beschlüsse des Sozialistenkongresses in Stuttgart von 1907. Sowohl der linke Flügel wie auch die Reformisten versuchten, diese Ergebnisse zu verändern. Die Radikalen um Édouard Vaillant und Keir Hardie plädierten dafür, den Generalstreik als entscheidendes Mittel zur Verhütung eines Krieges anzuerkennen. Sie stießen damit aus unterschiedlichen Gründen auf Widerstand der russischen Bolschewisten, aber auch der deutschen, österreichischen und italienischen Vertreter. Der Kongress verpflichtete die sozialistischen Parlamentsabgeordneten, die weitere Aufrüstung mit allen Mitteln zu verhindern und die dazu nötigen Gelder zu verweigern. Stattdessen sollten sie darauf drängen, Konflikte von einem internationalen Schiedsgericht entscheiden zu lassen. Außerdem wurden die Abgeordneten aufgefordert, durch entsprechende Anträge die Abrüstung zu fordern. Dem Internationalen Büro der zweiten Internationale wurde die Aufgabe übertragen, bei einer drohenden Kriegsgefahr die Aktionen der einzelnen Parteien zu koordinieren.
Der Kongress beschäftigt sich auch mit der Arbeitslosenversicherung und der Arbeitergesetzgebung. Er äußerte sich auch noch einmal zum Verhältnis von Partei und Gewerkschaften und betonte auf Betreiben Lenis, dass das Genossenschaftswesen ein wichtiges Instrument für den Klassenkampf sein könnte. Daher wurden alle Mitglieder und Anhänger aufgefordert, in einen Konsumverein einzutreten. Außerdem beschloss die Versammlung, international gegen die Todesstrafe zu protestieren.

## Frauen- und Jugendkonferenz
Bei dem vorausgegangenen internationalen Frauenkongress wurde ein von Clara Zetkin, Käte Duncker und anderen eingebrachter Antrag zur Agitation für das Frauenwahlrecht beschlossen. Es wurde beschlossen, dass die sozialistischen Frauen aller Länder jedes Jahr nach dem Vorbild Nordamerikas einen Frauentag zur Agitation für das Frauenwahlrecht veranstalten sollten.
Im Anschluss an den Kongress fand auch ein internationales Jugendtreffen statt. Auch auf diesem wurde über einen möglichen Krieg debattiert. Dort sprach Karl Liebknecht über den zunehmenden Militarismus auch in der Gesellschaft.